# Angelo Maria Mazzia
Angelo Maria Mazzia, né le 7 octobre 1825 à Roggiano Gravina dans la province de Cosenza, et mort le 2 janvier 1890 à Naples, est un peintre italien. Il est le fils du peintre Francesco Mazzia.

## Biographie
Il débute par une formation classique en Lettres au Séminaire de San Marco, mais lorsqu'il acquiert une demi-bourse de la province, il déménage à Naples pour étudier la médecine vétérinaire, mais à Naples, il aspire à étudier le design avec le professeur Giuseppe Cammarano, jusqu'à ce qu'il obtienne une autre bourse pour étudier la peinture à l'Académie Royale des Beaux-Arts à Naples. Exempté de service militaire lorsqu'il remporte un concours, en 1860 il devient instructeur de l'Institut des beaux-arts, où il  présente son texte sur le design géométrique, et en 1872, il  remporte un poste de professeur de design à l'école à Portici.
Parmi ses œuvres : Homère à la tombe d'Hector, illustré par Bozzelli et divers portraits de célèbres Calabresi illustri. Lors de l'exposition de 1854, il réalise une peinture réalisée avec des modèles : Saint-Sébastien après son Martyre; exposé en 1859 et récompensé d'une médaille d'or, L'Assunta con coro d'Angeli; Santa Cristina (une fois au Palais Royal de Caserte); La Vierge des Catacombes (1861, Pinacoteca di Capodimonte); le Pape Clément VII et l'Empereur Charles V (1864); Dante dans la fosse degli Ipocriti (1866); Dante nella luce, Rome nelle tenebre (1872).
Il est décoré de la Croix de Chevalier de l'Ordre de la Couronne d'Italie, et est président d'honneur de la Société des opérateurs mécanique à Portici. on portrait d'Errico Petrella se trouve dans la galerie d'images du Conservatorio di musica San Pietro a Majella. Enrico Salfi est l'un de ses élèves.